# Calliostoma megaloprepes
Calliostoma megaloprepes is een slakkensoort uit de familie van de Calliostomatidae. De wetenschappelijke naam van de soort is voor het eerst geldig gepubliceerd in 1948 door Tomlin.